# Prijenos topline
Prijenos topline ili prijelaz topline je proces prelaska topline s toplog na hladno tijelo. Stavimo li u vatru čeličnu šipku koju držimo u ruci, ona će se naskoro toliko ugrijati da ćemo je morati pustiti iz ruke. Toplina, dakle, prelazi s jednog fizikalnog tijela na drugo, i to s toplijeg na hladnije, to brže što je veća razlika temperature između dva tijela. Postoje tri načina prijelaza topline:
1. Kondukcija (vođenje topline) jest prijelaz topline između dvaju tijela u dodiru.
2. Konvekcija (strujanje topline) jest usmjereno gibanje odnosno strujanje fluida (tekućina i plinova), u kojem se topliji fluid giba prema hladnijem i predaje toplinu okolini.
3. Radijacija (toplinsko zračenje) je prijelaz topline koji se odvija putem elektromagnetskog zračenja.

### Toplinsko vođenje ili kondukcija
Toplinsko vođenje ili kondukcija je prijenos topline tako da se dio tijela zagrijava izravnim dodirom s izvorom topline, a susjedni se dijelovi redom dalje zagrijavaju. Ako se, na primjer, jedan kraj metalnoga štapa stavi u peć, toplina se po štapu širi vođenjem. Brzina prenošenja topline to je veća što je veća temperaturna razlika, a ovisi i o samoj tvari. Budući da su dobri vodiči električnih naboja (metali) ujedno i dobri vodiči topline, toplinska se vodljivost pripisuje ponajprije gibanju slobodnih elektrona.
Svako tijelo ne vodi toplinu jednako. Stavimo li u vatru drvenu šipku umjesto metalne, moći ćemo je u ruci držati i onda kada gori. Tijela koja dobro vode toplinu zovemo toplinskim vodičima, a ona koja slabo vode toplinu toplinskim izolatorima. Poluvodiči topline su tijela (kao kremen, mramor, grafit i neke rude) koja toplinu vode slabije od kovina, ali bolje od pravih izolatora. Od tehničkih kovina najbolji vodič topline je srebro, bakar, a zatim aluminij, mjed i željezo. Loši vodiči topline su zrak, a zatim šupljikave tvari kao pluto, azbest, drvena piljevina, kamena vuna, polistiren i drugo. Šupljikave tvari su loši vodiči topline jer imaju u sebi mnogo šupljina, ispunjenih zrakom koji je toplinski izolator. Tekućine su također loši vodiči topline. Da je voda loš vodič topline, pokazuje pokus kada u epruveti punoj vode na dnu imamo pričvršćen led (pričvršćen da ne ispliva), voda može gore već vrijeti, a led se neće još rastaliti. Budući da je zrak loš vodič topline, on sprečava gubitak topline kod dvostrukih prozora. Termos-boca drži dugo toplinu zbog toga što ima dvostruku stijenku iz koje je isisan zrak, pa nema tijela koje bi vodilo toplinu.
Da su kovine ili metali dobri vodiči topline, može se pokazati plamenikom iznad koje stavimo mrežu od metalne žice. Metalna žica odvodi toplinu, pa se gorivi plin koji se nalazi i iznad mreže ne može upaliti. Plin se može upaliti i iznad mreže, a da ispod mreže nema plamena. Na ovom djelovanju osniva se Davijeva svjetiljka. To je sigurna svjetiljka za rudnike. Ako rudar s tom svjetiljkom dođe u prostor gdje ima eksplozivnih plinova, onda eksplozija nastane samo unutar mreže, jer se plinovi izvan mreže ne upale, a rudar je time upozoren na opasnost.

## Toplinsko strujanje ili konvekcija
Toplinsko strujanje ili konvekcija je prijenos topline u tvarima koje mogu strujati, to jest u tekućinama i plinovima (fluidi). Strujanje nastaje zbog promjene gustoće zagrijavanjem. Ako se, na primjer, voda grije odozdo, donji se slojevi vode ugriju, rašire i smanji im se gustoća, pa se ugrijana voda diže nad hladnu. Slično nastaju i vjetrovi u atmosferi.
Grijanje prostorija pomoću peći osniva se strujanju. Toplina se od peći prenosi po sobi strujanjem zraka. U nekim zgradama vrši se grijanje više prostorija s jednog centralnog mjesta. To je takozvano centralno grijanje. Ako postoji centralno grijanje samo za jedan stan, onda je to etažno grijanje. Prema vrsti sredstva za prenošenje topline centralno grijanje može biti zračno, vodno i parno. Pri zračnom grijanju upotrebljava se kao sredstvo za prenošenje topline zrak. Pri grijanju vodom upotrebljava se kao sredstvo za prenošenje topline voda, a osniva se na prirodnoj cirkulaciji tople i hladne vode. Voda se grije u kotlu koji je obično u podrumu, diže se kroz cijevi i predaje svoju toplinu preko radijatora stambenim prostorijama. Ohlađena voda vraća se drugim cjevovodom u kotao gdje se ponovo ugrije. Da bi se voda u napunjenom sistemu pri zagrijavanju mogla slobodno širiti, na tavanu se obično nalazi ekspanziona posuda koja prima višak vode. Pri parnom grijanju upotrebljava se kao sredstvo za prenošenje topline vodena para od 0,05 do 2 atm (od 100 do 200 kPa). U radijatorima para predaje svoju toplinu stijenama radijatora i tako zagrijava prostoriju. 

## Toplinsko zračenje ili termalna radijacija
Toplinsko zračenje ili termalna radijacija je prijenos je topline tako da zagrijano tijelo odašilje elektromagnetsko zračenje, a hladnije tijelo zagrijava se upijanjem (apsorpcijom) energije zračenja. Tako Zemlja prima toplinu od Sunca koja prolazi kroz zrakoprazni prostor. Toplinske zrake šire se istom brzinom svjetlosti kao i svjetlosne zrake. 
Ako stojimo blizu ugrijane peći, osjetit ćemo toplinu, iako je okolni zrak još hladan. Iz vrućeg tijela rasprostire se toplina na sve strane nevidljivim toplinskim zrakama. Iz tog se razloga nazivaju peći centralnog grijanja radijatorima. Različita tijela vladaju se različito prema toplinskim zrakama. Staklo koje je za zrake svjetlosti prozirno apsorbira toplinske zrake, dok ebonit koji je neproziran propušta toplinske zrake. Voda i led su nepropusni za toplinske zrake, to jest oni ih apsorbiraju i zbog toga se zagrijavaju. 